# القمة الخليجية 2002 (الدوحة)
قمة مجلس التعاون الخليجي 2002 أو الخليجية 23 هي قمة قادة دول مجلس التعاون لدول الخليج العربية عقدت في يوم السبت 21 ديسمبر 2002 بمدينة الدوحة عاصمة دولة قطر برئاسة صاحب السمو الشيخ حمد بن خليفة آل ثاني أمير دولة قطر.  
وافق المجلس الأعلي في قمته علي قيام الاتحاد الجمركي اعتبارا من يناير 2003، ووجه قادة المجلس باستكمال السوق الخليجية المشتركة في أقرب وقت ممكن، واكدوا علي تطبيق المساواة التامة بين مواطني دول المجلس في مزاولة الانشطة الاقتصادية واقروا وثيقة الاستراتيجية البترولية وخطة الطواريء الإقليمية للمنتجات البترولية، كما اعتمدوا في القمة مرئيات الهيئة الاستشارية بشأن التعامل مع التكتلات الاقتصادية الدولية والإقليمية وجدد ادانته للإرهاب بمختلف اشكاله وصوره.

## المشاركين

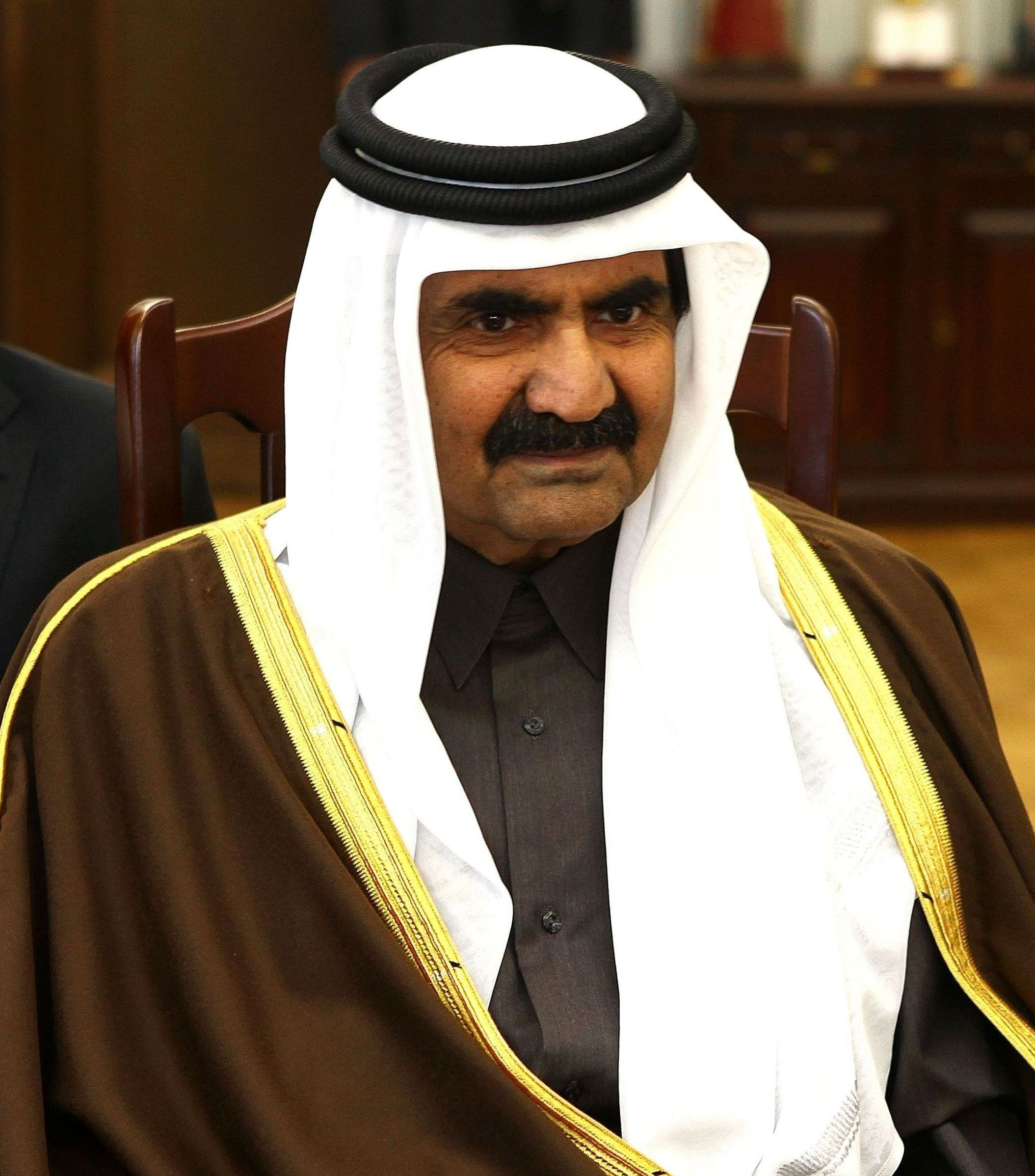
دولة قطر صاحب السمو الشيخ حمد بن خليفة آل ثاني أمير دولة قطر (رئيس الاجتماع)
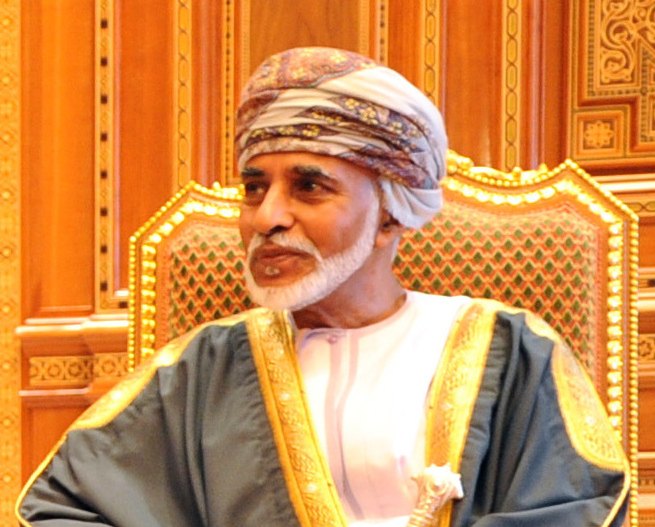
سلطنة عمان صاحب الجلالة السلطان قابوس بن سعيد آل سعيد سلطان عمان
دولة الإمارات العربية المتحدة صاحب السمو الشيخ مكتوم بن راشد آل مكتوم نائب رئيس الدولة رئيس مجلس الوزراء حاكم دبي
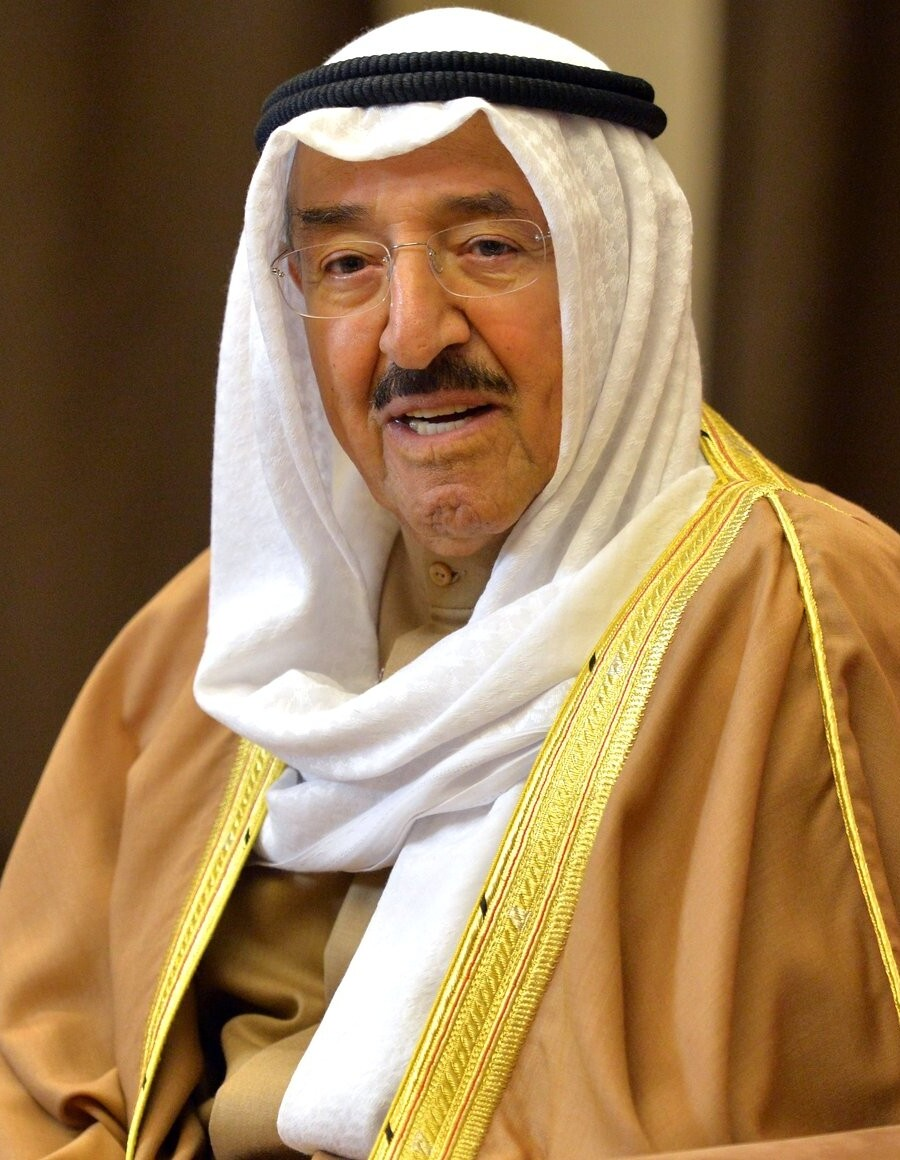
دولة الكويت معالي الشيخ صباح الأحمد الجابر الصباح النائب الأول لرئيس مجلس الوزراء وزير الخارجية
مملكة البحرين معالي الشيخ محمد بن مبارك آل خليفة نائب رئيس مجلس الوزراء وزير الخارجية
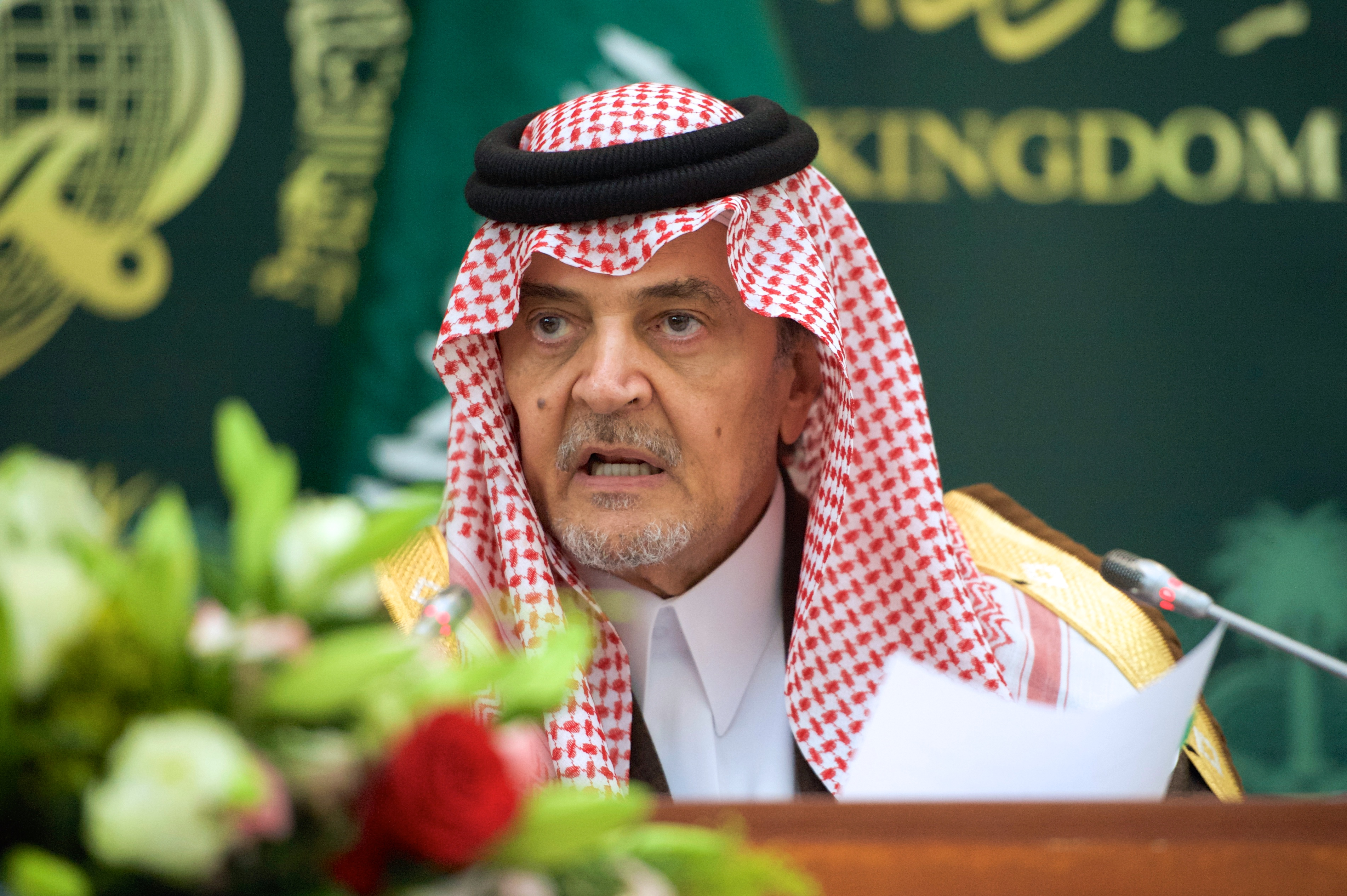
المملكة العربية السعودية صاحب السمو الملكي الأمير سعود بن فيصل آل سعود وزير الخارجية
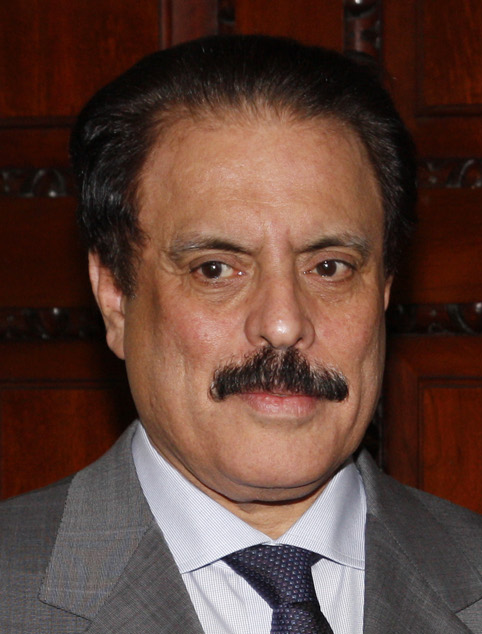
الأمانة العامة لمجلس التعاون الخليجي معالي السيد عبدالرحمن بن حمد العطية أمين عام مجلس التعاون لدول الخليج العربية